# Keaton Mitchell
Keaton Anthony Mitchell (McDonough, 17 gennaio 2002) è un giocatore di football americano statunitense che milita nel ruolo di running back per i Baltimore Ravens della National Football League (NFL).

## Carriera

### Baltimore Ravens
Al college Mitchell giocò a football alla East Carolina University venendo inserito per due volte nella formazione ideale dell'American Athletic Conference. Dopo non essere stato scelto nel corso del Draft NFL 2023 firmò con i Baltimore Ravens. Il sito Pro Football Focus lo classificò come una delle dieci migliori firme tra gli undrafted free agent della sua classe. Il 29 agosto fu annunciato che era rientrato nei 53 uomini per l'inizio della stagione regolare ma due giorni dopo fu inserito in lista infortunati. Tornò nel roster attivo il 14 ottobre. Debuttò come professionista nel sesto turno contro i Tennessee Titans, giocando esclusivamente negli special team nella vittoria per 24–16 win. Nel nono turno corse 138 yard su 9 tentativi e segnò il suo primo touchdown su una corsa da 40 yard nella netta vittoria per 37–3 sui Seattle Seahawks. Per questa prestazione fu premiato come running back della settimana. La sua prima stagione si chiuse con 396 yard corse e 2 marcature in 8 presenze, di cui 2 come titolare.

## Palmarès
- Running back della settimana: 1

9ª del 2023